# 打拉根火山
打拉根火山（英語：Tarakan volcano）是一座位於印度尼西亞哈馬黑拉島加萊拉灣岸邊的火山，其西北方正好是杜科諾火山。整個火山由兩座火山渣錐組成，分別為大打拉根與小打拉根。